# Julie Depardieu
Julie Marion Depardieu (sinh ngày 18 tháng 6 năm 1973) là  một nữ diễn viên người Pháp.

## Cuộc đời và Sự nghiệp
Julie Marion Depardieu sinh tại Paris. Cô là con gái của diễn viên nổi tiếng Gérard Depardieu và Élisabeth Depardieu, và là em gái của nam diễn viên quá cố Guillaume Depardieu.
Năm 2004, cô đã đoạt Giải César cho nữ diễn viên triển vọng và Giải César cho nữ diễn viên phụ xuất sắc nhất cho vai diễn trong phim La petite Lili). Năm 2005 cô cũng được đề cử nhận Giải César cho nữ diễn viên phụ xuất sắc nhất cho phim Podium và năm 2008 cô lại đoạt Giải César cho nữ diễn viên phụ xuất sắc nhất cho phim Un secret.
Năm 2008 cô đạo diễn vở opera Les contes d'Hoffmann tại lâu đài "Vaux le Vicomte".

## Danh mục phim
- 1996: Les Liens du cœur: Sarah
- 1998:
  - L'Examen de minuit: Séréna
  - The Count of Monte Cristo
- 1999:
  - HLA identique
  - Peut-être: Nathalie
  - Love Me: Barbara
  - 30 ans: Ariane
  - In extremis: Anne
- 2000:
  - Grand oral: Sylvie
  - Les Destinées sentimentales: Marcelle
  - Les Marchands de sable: Catherine
- 2001:
  - God Is Great, and I'm Not (Dieu est grand, je suis toute petite): Valérie
  - Veloma: Lucie
  - Bad Karma: Crystal
- 2002:
  - Eros thérapie: Agathe
- 2003:
  - Le Lion volatile: Clarisse
  - Spartacus: Demonstrator
  - Bolondok éneke: Veronique/Marie
  - La Petite Lili: Jeanne-Marie
  - Bienvenue au gîte: Nina Strong
- 2004:
  - Podium: Véro
  - Je suis votre homme: Agathe
  - Le Passager: Jeanne
  - A Very Long Engagement (Un long dimanche de fiançailles): Véronique Passavant
- 2005:
  - Un fil à la patte: Amélie
  - L'Œil de l'autre: Alice
  - Poltergay: Emma
  - Qui m'aime me suive
  - Toi et moi: Ariane
  - Sauf le respect que je vous dois: Flora
  - Les Rois Maudits: "Jeanne"
- 2006:
  - Essaye-moi: Jacqueline
  - La Faute à Fidel: Marie de la Mesa
  - Moon on the snow
  - Les Jours fragiles
  - Qui m'aime me suive: Praline
  - Poltergay
- 2007:
  - Rush Hour 3 - George's Wife
  - Cow-Boy: Christelle Piron
  - A Secret (Un secret): Louise
  - The Witnesses (Les Témoins): Julie
- 2008:
  - Bancs publics (Versailles rive droite)
  - Le bal des actrices
  - Female Agents (Les Femmes de l'ombre): Jeanne Faussier
- 2009:
  - La Femme invisible của Agathe Teyssier
- 2010:
  - Pièce montée của Denys Granier-Deferre: Marie
  - Je suis un no man's land của Thierry Jousse
  - Libre échange của Serge Gisquière

## Phim ngắn
- 1997: Nos petits tracas của Julie Caignault
- 1999: HLA identique của Thomas Briat: Valéria
- 2000: Grand oral của Yann Moix: Sylvie
- 2001: Spartacus của Virginie Lovisone: La démonstratrice
- 2003: Le Lion volatil của Agnès Varda: Clarisse
- 2006: Salut Vladimir ! của Anne Benhaïem

## Truyền hình
- 1996: Les Liens du cœur của Josée Dayan: Sarah
- 1996: La Passion du docteur Bergh (TV) của Josée Dayan: Valérie Letechin
- 1998: Le Comte de Monte-Cristo của Josée Dayan: Edmond Dantès: Valentine de Villefort
- 1998: Intime conviction của John Lvoff: Laurence
- 1999: Zaïde, un petit air de vengeance của Josée Dayan: Marie
- 2000: Deux femmes à Paris của Caroline Huppert: Maud
- 2001: Les Enfants d'abord của Aline Issermann: Cécilia Contini
- 2001: L'Aîné des Ferchaux của Bernard Stora: Lina
- 2002: Jean Moulin, une affaire française de Pierre Aknine: Soeur Henriette
- 2003: Le Porteur de cartable của Caroline Huppert: Mademoiselle Ceylac
- 2003: La Maison des enfants của Aline Issermann: Charlotte
- 2004: Milady của Josée Dayan: Constance
- 2005: Celle qui reste của Virginie Sauveur: Jeanne
- 2005: Les Rois maudits của Josée Dayan: Jeanne de Bourgogne
- 2007: Elles et Moi của Bernard Stora
- 2009: Boubouroche của Laurent Heynemann

## Đạo diễn
- 2008: Vở opera Les Contes d'Hoffmann của Offenbach.[2]

## Kịch
- 2004: Le Jardin aux betteraves của Roland Dubillard, do Jean-Michel Ribes đạo diễn ở Théâtre du Rond-Point

## Đĩa hát
- 2006:
  - Born To Be Alive (tái thể hiện bài gốc của Patrick Hernandez)
- 2007:
  - Adieu Camille (song ca với Marc Lavoine)
- 2009:
  - Dans les films (sáng tác của Pauline Croze - BO trong phim Le Bal des actrices)

## Giải thưởng
- 2004: Giải César cho nữ diễn viên triển vọng, phim La petite Lili
- 2004: Giải César cho nữ diễn viên phụ xuất sắc nhất, phim La petite Lili
- 2005: Đề cử Giải César cho nữ diễn viên phụ xuất sắc nhất, phim Podium
- 2008: Giải César cho nữ diễn viên phụ xuất sắc nhất cho phim Un secret.